# Game Dev Tycoon
Game Dev Tycoon é jogo eletrônico de simulação. O jogo simula uma empresa que cria videogames. A simulação consiste em desenvolver jogos para as mais variadas plataformas de videogame e utilizando técnicas e estratégias para fazer o seu game ser cada vez mais vendido.[carece de fontes?] Além do mais, são apresentadas críticas do mercado para o jogador conseguir melhorar seu desempenho durante a jogatina. Game Dev Tycoon foi desenvolvido pela Greenheart Games, empresa fundada pelos irmãos Patrick e Daniel Klug em Julho de 2012. A companhia lançou o jogo em Julho de 2012 para computadores através de seu site e pela plataforma Steam e alguns anos depois, lançado para plataformas móveis IOS e Android.

## Progresso
O jogador começa em uma garagem no início dos anos 80, durante a Era de Ouro dos videogames de arcade, sem funcionários, dinheiro limitado e opções limitadas para o primeiro jogo. À medida que novos jogos são criados, novas opções são desbloqueadas. Quando o primeiro motor de jogo é construído, as habilidades de desenvolvimento de jogos do jogador melhoram. Novos consoles também serão lançados, e o player poderá comprar licenças para certos consoles, como o GS, PlaySystem, mBox e grPad, que parodiam consoles e dispositivos da vida real com nomes diferentes, devido a regulamentações de marcas registradas. À medida que o jogador avança no jogo, eles têm a oportunidade de mudar para novos escritórios e contratar pessoal. Após essa expansão adicional, os jogadores terão a oportunidade de abrir um laboratório de P & D ao atingirem certos requisitos que hospedam grandes projetos, permitindo que o jogador desbloqueie coisas que não seriam capazes de fazer, como MMOs e lojas de jogos online semelhantes a Steam, Uplay, App Store, etc. O player também pode abrir um Hardware Lab para criar consoles e dispositivos.

## Medida Contra a Pirataria
Os desenvolvedores do jogo implementaram uma única medida anti-pirataria para o Game Dev Tycoon. Patrick Klug, fundador da Greenheart Games, sabendo que o jogo provavelmente seria pirateado extensivamente, propositalmente liberou uma versão crackeada do jogo e o carregou em sites de torrent. A jogabilidade nesta versão é idêntica, exceto por uma variação. À medida que os jogadores avançam no jogo, eles recebem a seguinte mensagem:
Chefe, parece que enquanto muitos jogam nosso novo jogo, alguns roubam baixando uma versão crackeada ao invés de compra-la legalmente. Se os jogadores não comprarem os jogos que gostam, cedo ou tarde iremos à falência.
Eventualmente, os jogadores da versão crackeada, gradualmente perderão dinheiro até que eles vão à falência, como resultado de piratas. Alguns jogadores reclamaram em fóruns de mensagens sobre esse recurso de pirataria, sem saber que ele só apareceu porque eles próprios piratearam o jogo.